# Außenministerium (Japan)

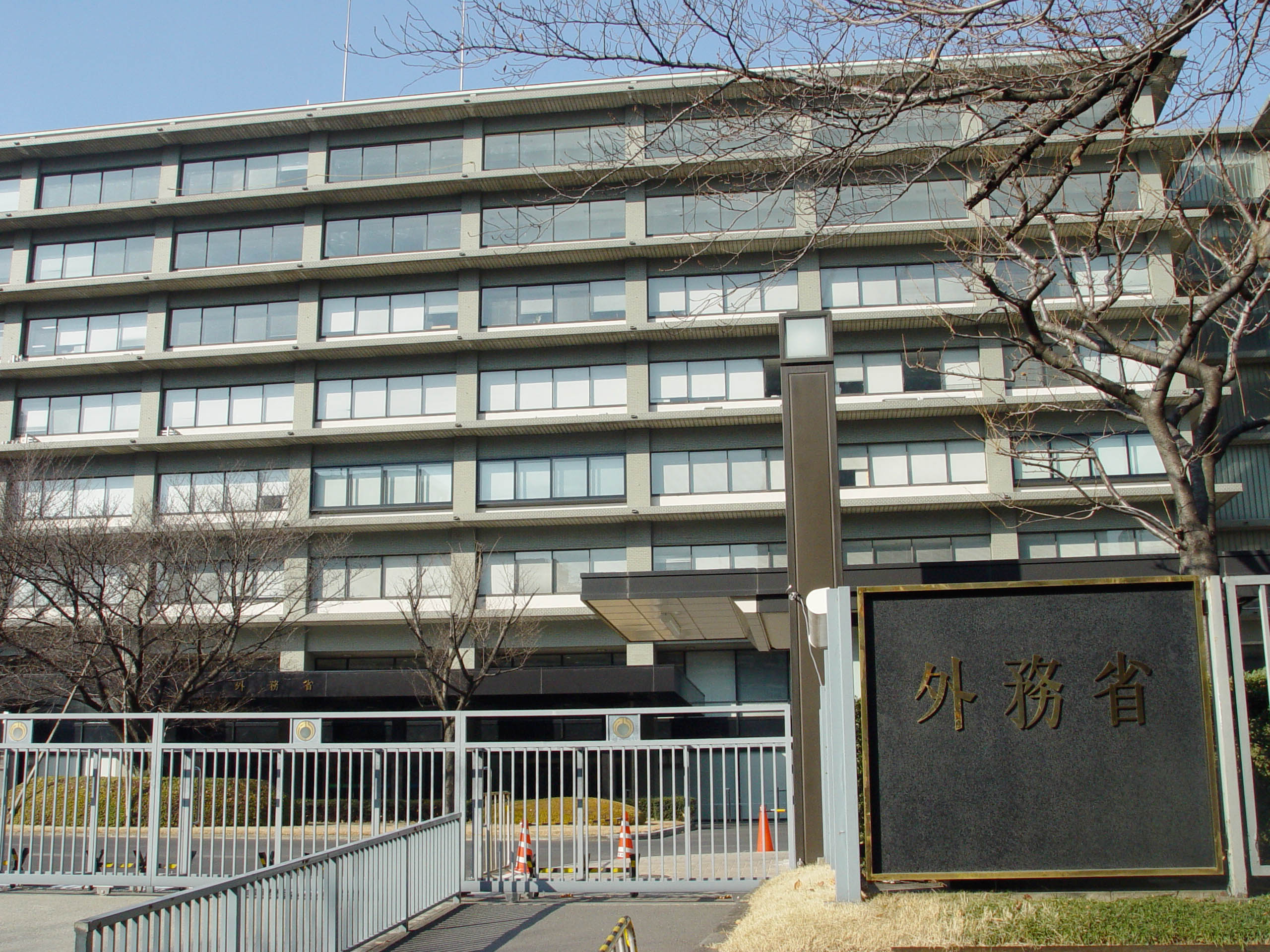
Das Gebäude des MOFA im Tokioter Ministerienviertel Kasumigaseki, Chiyoda

Das Außenministerium (japanisch 外務省, Gaimu-shō, deutsch „Ministerium für Auswärtige Angelegenheiten“, englisch Ministry of Foreign Affairs, kurz MOFA) ist eines der Ministerien der japanischen Regierung, verantwortlich für die Außenpolitik Japans.
Es entstand bei der Modernisierung der japanischen Regierung 1885 und wird seitdem von einem Minister (大臣, Daijin) geleitet. Der derzeitige Außenminister ist seit Oktober 2024 Takeshi Iwaya.
Es gibt fünf Regionalabteilungen im Gaimu-shō: Asien und Ozeanien, Nordamerika, Lateinamerika und Karibik, Europa, Naher/Mittlerer Osten und Afrika. Diese Abteilungen werden jeweils von einem Generaldirektor geleitet und untergliedern sich in weitere Regionalabteilungen und eine eigene Abteilung für den Sicherheitsvertrag mit den USA, der eine zentrale Rolle in der japanischen Bündnispolitik spielt.

## Auswärtiger Dienst
Die Karriere im Auswärtigen Dienst Japans ist seit der Meiji-Zeit eine Laufbahn, die mit hohem sozialem Prestige verbunden ist. Viele Diplomaten waren Absolventen der Kaiserlichen Universität Tokio bzw. heutigen Universität Tokio.